# Blenio (gemeente)
Blenio is een gemeente en plaats in het Zwitserse kanton Ticino, en maakt deel uit van het district Blenio.
Blenio telt 1.708 inwoners.

## Geschiedenis
De gemeente is op 22 oktober 2006 ontstaan door de fusie van de toenmalige zelfstandige gemeenten Aquila, Campo, Ghirone, Olivone en Torre.
Acquarossa · Blenio · Serravalle
- Historisch woordenboek van Zwitserland: 050189
- Virtual International Authority File: 254611890